# Eva Mendez
Eva Mendez (n. 5 martie 1974, Miami) este o actriță, fotomodel și cântăreață americană.

## Biografie
Mendez este fiica cea mai mică dintr-o familie originară din Cuba. Ea s-a născut în Miami, și a crescut în Los Angeles unde locuiește și azi. Eva Mendez, a urmat cursurile la Hoover High School din Glendale, iar ulterior la California State University din Northridge. Eva va întrerupe studiul științelor economice și începe un curs ca actriță. După câteva pozări la firmele Revlon și DKNY, pentru reclamă, va începe să joace în seriale pentru televiziune ca în 2001 în filmul Training Day.

## Filmografie
| An   | Titlu                                        | Rol                | Note                    |
| ---- | -------------------------------------------- | ------------------ | ----------------------- |
| 1998 | Children of the Corn V: Fields of Terror     | Kir                |                         |
| 1998 | A Night at the Roxbury                       | Bridesmaid         |                         |
| 1998 | Mortal Kombat: Konquest                      | Hanna              | star invitat, un episod |
| 1999 | My Brother the Pig                           | Matilda            |                         |
| 2000 | The Disciples                                | Maria Serranco     |                         |
| 2000 | Urban Legends: Final Cut                     | Vanessa Valdeon    |                         |
| 2001 | Exit Wounds                                  | Trish              |                         |
| 2001 | Training Day                                 | Sara Harris        |                         |
| 2002 | All About the Benjamins                      | Gina               |                         |
| 2003 | 2 Fast 2 Furious                             | Monica Fuentes     |                         |
| 2003 | Once Upon a Time in Mexico                   | Ajedrez Barillo    |                         |
| 2003 | Out of Time                                  | Alex Díaz Whitlock |                         |
| 2003 | Stuck on You                                 | April              |                         |
| 2005 | Hitch                                        | Sara Melas         |                         |
| 2005 | The Wendell Baker Story                      | Doreen             |                         |
| 2005 | Guilty Hearts                                | Gabriella          |                         |
| 2006 | Trust the Man                                | Faith              |                         |
| 2007 | Ghost Rider                                  | Roxanne Simpson    |                         |
| 2007 | Knocked Up                                   | Herself            | (uncredited)            |
| 2007 | We Own the Night                             | Amada Juarez       |                         |
| 2007 | Live!                                        | Katy               | executive producer      |
| 2007 | Cleaner                                      | Ann Norcut         |                         |
| 2008 | The Women                                    | Crystal Allen      |                         |
| 2008 | The Spirit                                   | Sand Saref         |                         |
| 2009 | The Bad Lieutenant: Port of Call New Orleans | Frankie Donnenfeld |                         |
| 2010 | The Other Guys                               | Sheila Gamble      |                         |
| 2010 | Last Night                                   | Laura              |                         |
| 2011 | Fast Five                                    | Monica Fuentes     | (cameo necreditat)      |
| 2012 | Holy Motors                                  | Kay M              |                         |
| 2012 | Girl in Progress                             | Grace              |                         |
| 2012 | The Place Beyond the Pines                   | Romina             |                         |
| 2013 | Clear History                                | Jennifer           |                         |
| 2014 | Lost River                                   | Diana              |                         |